# Rode heikorst
De rode heikorst (Baeomyces rufus) is een korstmos behorend tot de familie Baeomycetaceae. Hij groeit op steen of op de grond. De symbiontische algenpartner van het korstmos (fotobiont) is de groene alg Elliptochloris of Coccomyxa.

## Determinatie
Rode heikorst heeft een dun, fijnkorrelig thallus of samengesteld uit zeer kleine schubachtige structuren, die vaak gemakkelijk soredisch barsten. De kleur is grijs tot (vooral bij bevochtiging) groenachtig. Hij wordt gekenmerkt door bolvormige apotheciën die kunnen variëren van roodbruin tot oranje tot roze, en die doorschijnend worden wanneer ze nat zijn; ze kunnen een maximale diameter van 2 mm bereiken, bovenop stengels die niet hoger zijn dan 6 mm. Het thallus kan groen, grijs of groenachtig grijs zijn en een bruinachtige tint hebben. 
Het hymenium heeft een hoogte van 75–120 μm. De parafysen hebben een diameter van 1,5-2 μm diam, met apicale cellen tot 2,5 μm diam. De asci meten 60–90 × 7–9 μm. De ascosporen zijn aseptaat, hyaliene en meten (7,5–) 8–11 (–14) × (2,5–) 3–4 (–5) μm.
Het heeft de volgende kleurreacties: C–, K+ (geel), KC+ (geel), Pd+ (geel tot oranje), UV± (licht crèmegeel).

## Verwarrende soorten
In tegenstelling tot andere Baeomyces-soorten zijn de randen van B. rufus ongelobd.

## Verspreiding
De rode heikorst komt voor op het noordelijk halfrond, van de gematigde tot de noordelijke zone. In Europa komt hij wijdverspreid voor op zure grond of met aarde geïmpregneerde stenen, vooral op wegbermen, in heidevelden of open bosgebieden, van het boreale naaldbos tot het submediterrane gebied. In kalksteengebieden is het zeldzaam of afwezig.
In Nederland komt de rode heikorst vrij zeldzaam voor.